# Rudosterka czerwonogłowa
Rudosterka czerwonogłowa (Pyrrhura rhodocephala) – gatunek średniej wielkości ptaka z rodziny papugowatych (Psittacidae). Występuje w północno-zachodniej Wenezueli. Nie wyróżnia się podgatunków. Nie jest zagrożony.

## Zasięg występowania
Rudosterki czerwonogłowe zamieszkują góry w północno-zachodniej Wenezueli na południowy wschód od jeziora Maracaibo.

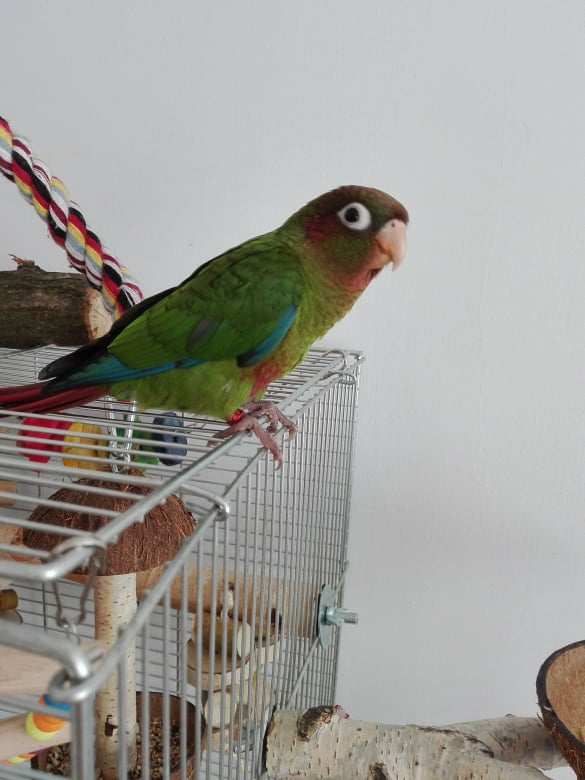
Rudosterka czerwonogłowa o młodocianym upierzeniu

## Morfologia
Gatunek ten mierzy około 24 cm długości. Brak widocznego dymorfizmu płciowego. W upierzeniu dominuje zielony. Pokrywy uszne są kasztanowate. Krawędź nadgarstka jest pomarańczowożółta. Pokrywy I rzędu są białe. Ogon ciemnoczerwony. Dziób jest jasny. Wokół brązowych oczu jest naga, biała obrączka. U młodych osobników ilość czerwonego na głowie jest znikoma, a pokrywy I rzędu są niebieskie.

## Ekologia i zachowanie
Rudosterki czerwonogłowe zamieszkują obszary na wysokości od 800 do 3100 m n.p.m. w tropikalnych górskich lasach, a także na paramo. Prowadzą osiadły tryb życia. Są towarzyskie, najczęściej widywane w stadach od 10 do 30 osobników, na noc zbierają się w większe grupy. Cichsze niż większość rudosterek. Prawdopodobnie żywią się owocami, nasionami, kwiatami.

### Lęgi
Sezon lęgowy trwa od kwietnia do czerwca. Samica składa 4–6 jaj.

## Status
Obecnie (2021 r.) Międzynarodowa Unia Ochrony Przyrody (IUCN) uznaje rudosterkę czerwonogłową za gatunek najmniejszej troski (LC - Least Concern). Liczebność populacji nie została oszacowana, ale ptak ten opisywany jest jako dość pospolity. Ze względu na brak dowodów na spadki liczebności bądź istotne zagrożenia dla gatunku, BirdLife International ocenia trend liczebności populacji jako stabilny.